# Virgo Blaktro and the Movie Disco
Albums de Felix Da Housecat
Playboy: The Mansion Soundtrack
(2005) GU034: Felix Da Housecat, Milan
(2008)
Virgo Blaktro and the Movie Disco est un album de musique électronique réalisé par Felix Da Housecat. Il est sorti le 2 octobre 2007 sur Nettwerk Records. Il s'agit du dernier album studio de Felix Da Housecat depuis Devin Dazzle & the Neon Fever datant de 2004. L'album évolue entre plusieurs genres musicaux aussi bien électroniques et house que funk, soul ou pop. Il a été enregistré à Barcelone et à Anvers. Comme Devin Dazzle & the Neon Fever, c'est un album concept, celui-ci est centré sur un aspect rétro de la musique noire des années 1970 et 80.
Felix da Housecat a expliqué la source d'inspiration de cet album ainsi:
« This is the first record I've done with black folks, but to me it's not a colour thing, it's more like a roots thing.  This record has a black, soulful groove, it's more like Sly & the Family Stone.  With this album I wanted to go Parliament, I wanted to go Prince, and at the same time I wanted to go like George Michael and Pet Shop Boys, only them being black. This stuff is all black-influenced. »
que l'on pourrait traduire :
« C'est le premier disque que j'ai réalisé avec des gens noirs, mais pour moi ce n'est pas une chose colorée, c'est plus comme une chose enracinée. Ce disque a un groove noir et plein de soul, c'est plus comme Sly & the Family Stone. Avec cet album, je voulais faire comme Parliament, je voulais faire comme Prince, et en même temps, je voulais faire comme George Michael et Pet Shop Boys, eux seuls étant noirs. Cette chose est complètement influencée par la musique noire. »
"Future Calls the Dawn" et "Sweet Frosti" sont sortis ensemble en single avant la sortie de l'album. Le clip de "Like Something 4 Porno!" est disponible la page MySpace officielle de Felix da Housecat.

## Liste des titres
Toutes les chansons sont écrites et composées par Felix Da Housecat, sauf mention du contraire.
| No  | Titre                     | Auteur                        | Durée |
| --- | ------------------------- | ----------------------------- | ----- |
| 1.  | Virgo Arrival             |                               | 1:02  |
| 2.  | MovieDisco                |                               | 3:23  |
| 3.  | Like Something 4 Porno!   |                               | 3:23  |
| 4.  | Radio                     |                               | 2:54  |
| 5.  | Sweetfrosti               | Casale/Mothersbaugh/Stallings | 2:45  |
| 6.  | Blaktro Man               |                               | 0:38  |
| 7.  | Mad Sista                 |                               | 0:34  |
| 8.  | It's Been a Long Time     |                               | 2:24  |
| 9.  | Monkey Cage               |                               | 2:07  |
| 10. | I Seem 2B the 1           |                               | 1:53  |
| 11. | It's Your Move            |                               | 2:21  |
| 12. | Lookin' My Best           |                               | 2:04  |
| 13. | Pretty Girls Don't Dance  |                               | 0:29  |
| 14. | Tweak                     |                               | 5:29  |
| 15. | NightTripperz             |                               | 3:16  |
| 16. | The Future Calls the Dawn |                               | 6:33  |